# Großsteingrab Kallerup
Das Großsteingrab Kallerup war eine megalithische Grabanlage der jungsteinzeitlichen Nordgruppe der Trichterbecherkultur im Kirchspiel Høje Tåstrup in der dänischen Kommune Høje-Taastrup. Es wurde im 19. Jahrhundert zerstört.

## Lage
Das Grab lag östlich von Tanghus, nur wenige Meter nördlich der Grenze zur Ishøj Kommune auf einem Feld.

## Forschungsgeschichte
Im Jahr 1889 führten Mitarbeiter des Dänischen Nationalmuseums eine Dokumentation der Fundstelle durch. Zu dieser Zeit waren keine baulichen Überreste mehr auszumachen. 1983 erfolgte eine Nachgrabung am Standort der Anlage durch Mitarbeiter des Nationalmuseums.

## Beschreibung
Die Anlage besaß eine Hügelschüttung unbekannter Form und Größe. Über eine mögliche steinerne Umfassung ist nichts bekannt. Der Hügel enthielt eine Grabkammer, die nach Klaus Ebbesen als Urdolmen anzusprechen ist. In der Datenbank Fund og Fortidsminder ist sie hingegen als (nichtmegalithische) Steinkiste geführt. Sie hatte einen rechteckigen Grundriss. Zur Orientierung liegen keine Angaben vor. Sie hatte eine Länge von 1,3 m und eine Breite von 0,8 m. Die Kammer bestand aus vier Wandsteinen; der Deckstein wurde wohl schon lange vor 1889 entfernt. Die Kammer war von ein Steinmantel umhüllt.
Bei der Grabung von 1983 wurden noch einige Gruben und Pfostenlöcher festgestellt.